# Митропольский, Михаил Иванович
Михаил Иванович Митропольский (1834—1894) — магистр богословия, статский советник, экстраординарный профессор философии Казанской духовной академии, преподаватель Тверской духовной семинарии.

## Биография
Родился в 1834 году в Кашине в семье столоначальника духовного правления. Учился в Тверской духовной семинарии (вып. 1855) и Санкт-Петербургской духовной академии (вып. 1859). В период обучения в академии занимался переводами с немецкого, французского, английского языков.
По окончании академии был назначен, 31 октября (12 ноября) 1859 года, на кафедру философии Казанской духовной академии преподавать метафизику. Первым из преподавателей философии Казанской академии он стал использовать исторический метод изложения. Незадолго до этого, с 1858 года, этот метод стал использовать другой преподаватель академии — иеромонах Хрисанф (Ретивцев), также родившийся в Тверской губернии. Но в отличие от земляка, Митропольский излагал свои лекции сухо и тёмно, несмотря на то, что догматического изложения метафизических истин в его лекциях было немного, в основном, он давал исторические очерки. В ревизорском отчёте 1862 года о нём был неблагоприятный отзыв, но он был оставлен на кафедре. В 1865 году Совет академии рекомендовал отправить его в заграничную командировку, но из-за недостатка финансов в Министерстве просвещения поездка не была утверждена. С 19 (31) марта 1866 года он стал экстраординарным профессором, но спустя год, 17 (29) мая 1867 года из-за нервного расстройства он был вынужден оставить академию и уехать для лечения в Петербург, а затем на родину в Тверь. 7 (19) июня 1868 года был уволен со службы в академии.
С 1880 года преподавал в Тверской семинарии французский и греческий языки, математику и физику.
Умер 9 (21) декабря 1894 года в Твери. Похоронен на Иоаннопредтеченском кладбище.

## Награды
Был награждён орденами Св. Станислава и Св. Анны 3-й степени.